# Бирино
Бирино (мкд. Бирино) је насеље у Северној Македонији, у западном делу државе. Бирино припада општини Крушево.

## Географија
Насеље Бирино је смештено у западном делу Северне Македоније. Од најближег већег града, Прилепа, насеље је удаљено 35 km западно.
Бирино се налази на западном ободу Пелагоније, највеће висоравни Северне Македоније. Насеље је положено на јужним висовима Бушеве планине. Надморска висина насеља је приближно 1.070 метара.
Клима у насељу је планинска због знатне надморске висине.

## Становништво
По попису становништва из 2002. године Бирино је било без становника.
Претежно становништво у насељу су били етнички Македонци.
Већинска вероисповест у насељу било је православље.